# Benevolência
Benevolência é um substantivo feminino com origem no termo latino benevolentia. Expressa a qualidade de alguém que é benevolente, ou seja, que demonstra afeto e estima em relação a outra pessoa. Significa demonstrar bondade ou boa vontade em relação a outras pessoas, revelando altruísmo e empatia. Um amigo, por exemplo, é um ser benévolo, porque tem boas intenções, é sincero, compreensivo e tolerante.

## Budismo
Benevolência é uma das traduções usuais da palavra sânscrita Maitri,  significando amizade, fraternidade. É uma das quatro qualidades práticas no budismo mahayana.

## Confucionismo
De acordo com Marcel Granet, "benevolência", no Confucionismo, significa a vontade e o ato de fazer o bem.
No Japão, a benevolência (仁- Jin em japonês) é um dos conceitos fundamentais do Bushido.